# Andreas Emil Erichsen
Andreas Emil Erichsen, född den 9 januari 1841 i Kristiania (nuvarande Oslo), död den 3 februari 1913 i Stavanger, var en norsk skolman och historiker. 
Erichsen blev student 1858 och filologisk kandidat 1865. Han var sedan 1863 anställd vid Aars och Voss skola, blev 1877 rektor vid Tromsö "skole for den høiere almendannelse" och 1892 rektor vid Stavangers skola. Han skrev läseböcker i modersmålet och historia, Om trældom i Norden (1861, belönt med kronprinsens guldmedalj), utgav "Petter Dass Samlede skrifter" (I–III, 1873–1877) samt "Dassiana" (1891) och lämnade ett antal värdefulla uppsatser om litterära förhållanden i Norge under reformationstidevarvet (mestadels tryckta i "Norsk historisk tidsskrift"). Den norska skolans historia belyste han genom flera monografier, bland annat en om Bergens katedralskola (1906), och förberedde en samlad framställning av ämnet.